# Glaréntza

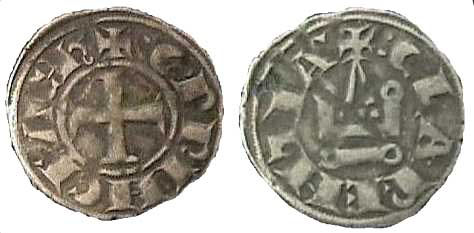
Guillaume II de Villehardouin. Inscription +:G:PRINCEACh, +:CLARENTIA

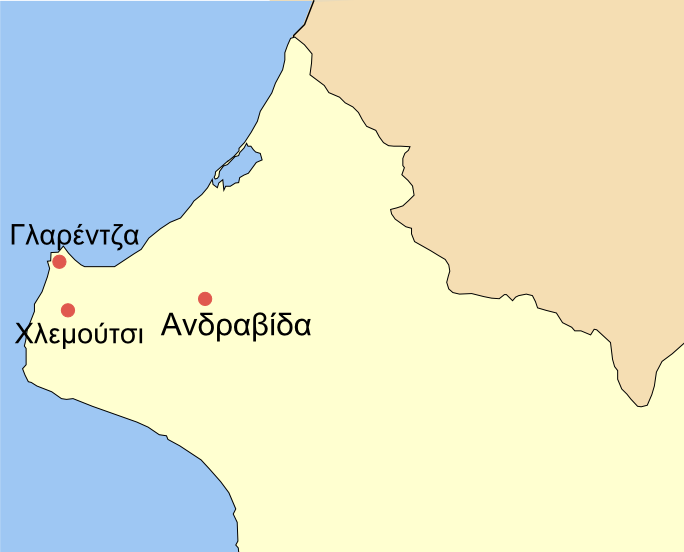
Glarentza, Chlemoutsi et Andravida

Glaréntza (en grec moderne : Γλαρέντζα) était un important port de la principauté d'Achaïe (Péloponnèse) pendant la domination franque (XIIIe siècle-XVe siècle). La graphie du nom de la ville variant souvent en fonction des sources, on peut aussi trouver Clarentia, Clarencia, Clarentza, Clarenza. Elle se trouve actuellement sur le territoire du district municipal de Kástro-Kyllíni, à proximité du port moderne de Kyllíni.
Elle fut construite au XIIIe siècle par les Villehardouin sur le site de l'ancienne Cyllène, dans la région d'Élide.
Elle était le port de la capitale de la principauté, Andravída, située à 12-13 km. Le port et le château de Glaréntza étaient protégés par la forteresse de Chlemoútsi qui se trouve à 5-6 km.
La chronique de Morée évoque souvent la ville. La particulière importance de la ville s'illustre par le fait que les monnaies de la principauté (les « tournois ») portaient la mention DE CLARENTIA puis DE CLARENCIA.
Au début du XVe siècle la prospérité de la ville commence à décliner, comme le reste de la principauté, passant aux mains de la famille Tocco, comtes palatins de Céphalonie et Zante et despotes d'Épire. Disputée entre la principauté, les Catalans et les Byzantins, elle change de mains plusieurs fois.
En 1430 Constantin Paléologue abat ses murailles afin d'empêcher les fréquentes révoltes. Pendant la période ottomane Glaréntza perd son ancien éclat et sa fonction de port important, au profit de Patras et Katákolon.
La ville pourrait être à l'origine du titre anglais « Duc de Clarence », encore porté aujourd'hui.